# David Guardia
David Guardia Ramos es un jugador de baloncesto, que ocupa la posición de alero. Nació el 14 de marzo de 1990, en Valencia. Actualmente juega en el Höttur Egilsstaðir de la liga Islandesa. Es hermano de Salva Guardia, jugador de amplia experiencia en la ACB, y con el que se lleva 16 años.

## Biografía
El 26 de mayo de 2008 se proclamó con el Unicaja Málaga campeón de España Júnior de Baloncesto, consiguiendo el MVP en la final, sobre el AXA FC Barcelona, convirtiéndose así en el único equipo del torneo que no ha perdido ningún partido.

## Trayectoria deportiva
- Llíria (2003-2004)
- Unicaja Málaga (2004-2008)
- Lucentum Alicante (2008-2011)
- Óbila (2011-2012)
- River Andorra (2012-2013)
- Valencia Basket (2013-2017)
- Llíria (2017-2018)
- Höttur Egilsstaðir (2018-actualidad)